# Pimelea williamsonii
Pimelea williamsonii är en tibastväxtart som beskrevs av John McConnell Black. Pimelea williamsonii ingår i släktet Pimelea och familjen tibastväxter. Inga underarter finns listade i Catalogue of Life.